# Mehringen (Aschersleben)
Mehringen è una frazione della città tedesca di Aschersleben, nella Sassonia-Anhalt.

Conta (2007) 1 098 abitanti.

## Storia
Mehringen fu nominata per la prima volta nel 108.

Costituì un comune autonomo fino al 1º gennaio 2008.